# 鳥谷部春汀
鳥谷部 春汀（とやべ しゅんてい、元治2年3月3日（1865年3月29日） - 明治41年（1908年）12月21日）は、明治時代の日本のジャーナリスト。本名は銑太郎、春汀と号する。

## 略伝
南部藩士・木村忠治の子として、陸奥国三戸郡五戸村（現青森県三戸郡五戸町）に生まれる。幼時より母方の鳥谷部氏を嗣ぐ。
明治24年（1891年）に東京専門学校（現早稲田大学）を卒業し、翌年には島田三郎の知遇を得て、毎日新聞社に入社し社説を担当する。明治27年（1894年）に退社し、明治28年（1895年）に近衛篤麿から雑誌『精神』（後に『明治評論』）を託され、人物評を連載し始める。明治30年（1897年）から雑誌『太陽』の記者となり、人物評を連載する。明治33年（1900年）に報知新聞社に移るがそこでも人物評を続ける。明治41年（1908年）、享年44で没する。東京本郷駒込の吉祥寺に葬る。
森銑三は、春汀のことを「明治の硬派の文人の中でも最も敬意の表せられる人」と書いている。

## 著書
- 『春汀全集』全3巻(1909年、博文館)
  - 第一巻（明治人物月旦）NDLJP:778039
  - 第二巻（明治人物月旦）NDLJP:778040
  - 第三巻（各種の評論）NDLJP:778041
- 『春汀文集』（1908年、隆文館）NDLJP:1081891
- 『内地雑居改正条約案内』(1899年)